# Équipe de Bulgarie masculine de handball
L'équipe de Bulgarie masculine de handball représente la Bulgarie lors des compétitions internationales masculines de handball. La sélection n'a jamais participé aux Jeux olympiques ni aux championnats d'Europe. 
Elle a participé à deux reprises à un Championnat du monde masculin de handball ; elle termine onzième en 1974 et 14e en 1978. La Bulgarie participe également depuis 2015 au Championnat des Pays émergents.

## Palmarès
Jeux olympiques
- Aucune participation